# Bohumil Durdis
Bohumil Durdis (1. března 1903 Vršovice – 16. března 1983 Kodaň) byl český a československý vzpěrač, olympionik, který získal bronzovou medaili z Olympijských her. V Paříži 1924 získal bronz v kategorii do 67,5 kg. Bronz získal i na mistrovství světa v roce 1923 a stal se tak prvním českým medailistou ze vzpěračského světového šampionátu. Po nástupu komunistů k moci emigroval, usadil se v Dánsku.